# Friedrich Wilhelm Rettberg

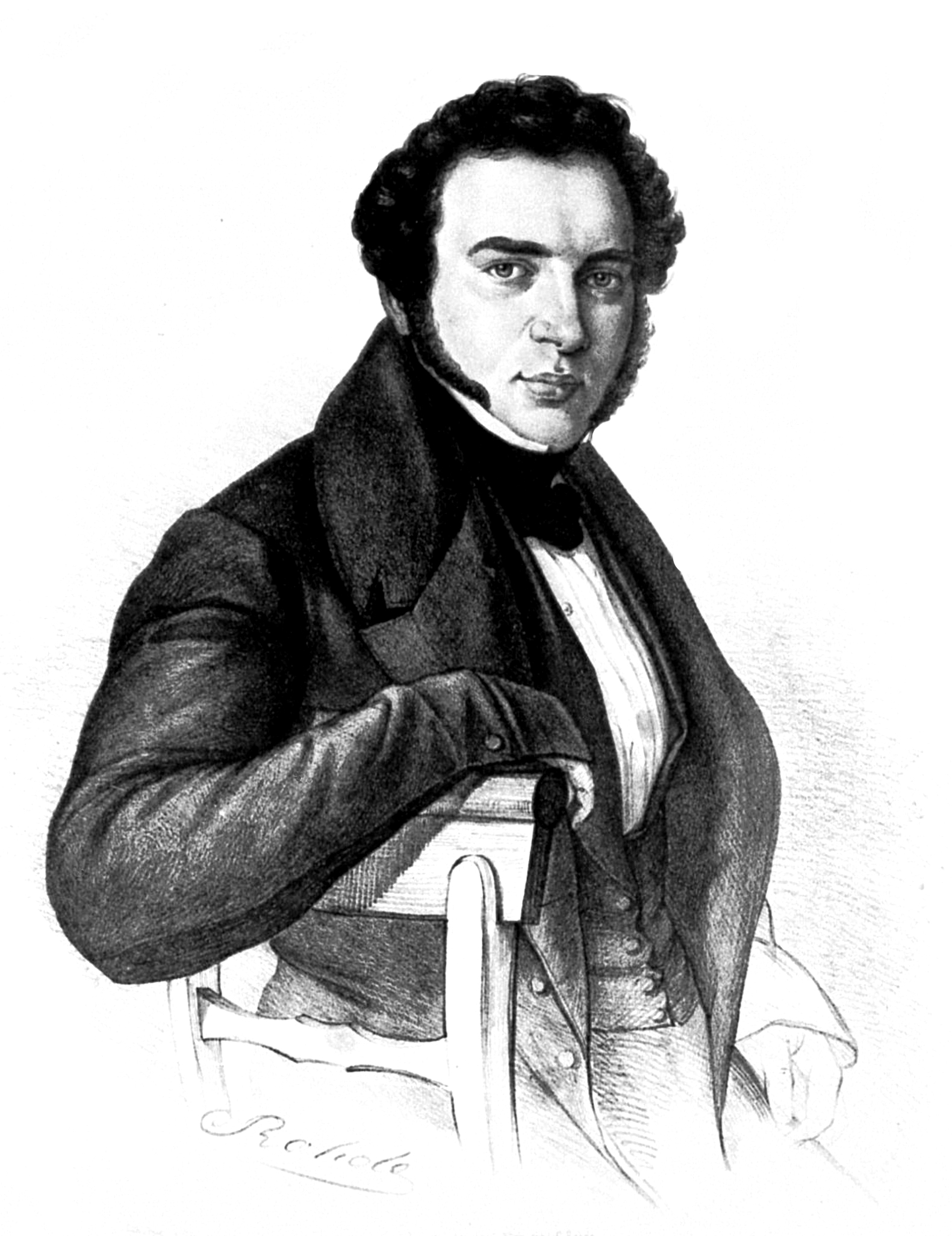
Friedrich Wilhelm Rettberg

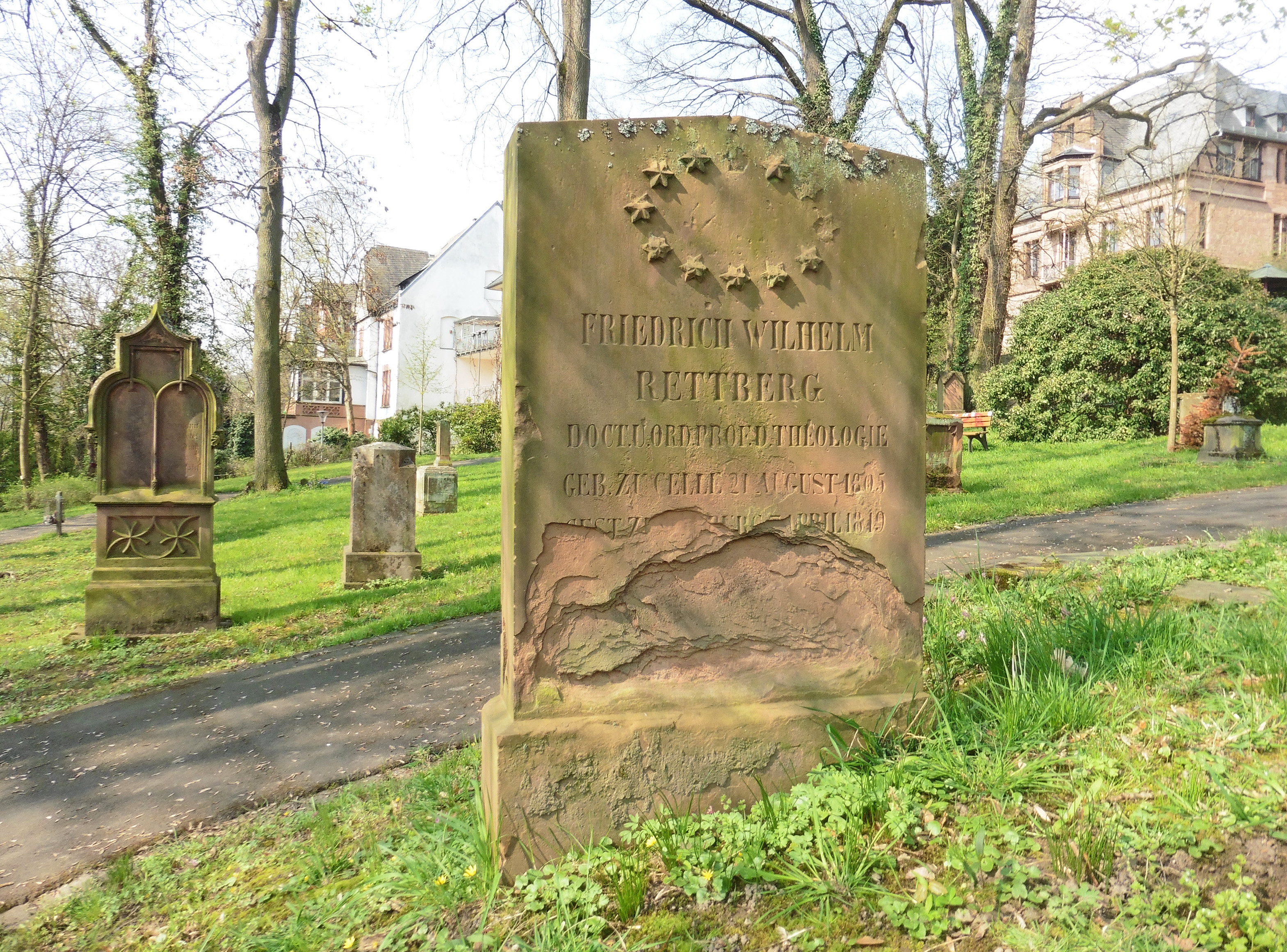
Grab von Friedrich Wilhelm Rettberg auf dem Friedhof am Barfüßertor in Marburg

Friedrich Wilhelm Rettberg (* 21. August 1805 in Celle; † 7. April 1849 in Marburg) war ein deutscher evangelischer Kirchenhistoriker und Theologe.

## Leben
Rettberg, dessen Eltern früh starben, besuchte ein Gymnasium in seiner Heimatstadt. In den Jahren 1824 bis 1827 studierte er in Göttingen und im Jahr 1827 in Berlin Philologie und Evangelische Theologie. 1827 wurde ihm in Göttingen der Doktortitel der Philosophie verliehen. Als Gymnasiallehrer in Celle arbeitete Friedrich Rettberg von 1827 bis 1830; in den nächsten drei Jahren hatte er eine Stellung als Repetent der theologischen Fakultät in Göttingen inne. Weitere drei Jahre lang war Rettberg als Hilfsprediger der St.-Jacobi-Kirche in Göttingen tätig. Zum Lizentiaten der Evangelischen Theologie wurde er 1833; im nächsten Jahr wurde er als außerordentlicher Professor der Evangelischen Theologie ernannt. 1838 wurde er zum Doktor der Evangelischen Theologie ernannt und zugleich als ordentlicher Professor nach Marburg berufen, wo er 1841/42 und 1848/49 (bis zu seinem Tod) als Rektor amtierte. Ab 1847 zählte Friedrich Wilhelm Rettberg als Mitglied des oberhessischen Konsistorium.

## Werke
- An Joannes in exhibenda Jesu natura reliquis canonicis scriptis vere repugnet, Göttingen 1826
- Thascius Cäcilius Cyprianus, Bischof von Carthago, dargestellt nach seinem Leben und Wirken, Göttingen 1831
- Eine academische Rede, Marburg 1841
- Kirchengeschichte Deutschlands, Band I., Göttingen 1845
- Kirchengeschichte Deutschlands, Band II: Die Geschichte der Kirche bey den Alamannen, Bayern, Thüringern, Sachsen, Friesen und Slaven, so wie Allgemeines bis zum Tode Karls des Großen ent., Göttingen 1848